# 北京地铁15号线
北京地铁15号线连結中国北京市海淀区清华东路西口站至顺义区俸伯站，是北京地铁的一条东西向地铁线路，全长41.4千米，共设20座车站。2010年12月30日投入运营。线路标志色为 Pantone 7664C ，但开通初期15号线在其他线车站张贴的线网图中被错标为与房山线相同的橙色。
15号线一期由清华东路西口站至俸伯站，于2009年4月2日开工建设。2010年12月30日开通了望京西站至后沙峪站共9站20.2公里线路（望京东站于2016年12月31日开通），2011年12月31日开通了后沙峪站至俸伯站共4站11.4公里线路。2014年12月28日开通主要在市区内的清华东路西口站至望京西站一段（大屯路东站于2015年12月26日开通）。

## 历史

### 规划建设
15号线由于连接北部东西走向顺义与北京城区，因此被认为将极大地缓解京顺路等道路的交通压力。线路东起顺义河东地区，跨过潮白河到达顺义城区，随后转向西南，经过新的中国国际展览中心、天竺地区，到达望京。一期工程西段则向西穿过奥林匹克公园，经过学院路地区，到达清华东路西口。二期规划由清华东路西口站继续西延，下穿清华大学校园，经圆明园站（与4号线换乘），最终到达西苑（与4号线、16号线换乘），并为西苑站预留了站厅通道换乘条件，但该路线由于经过清华大学等沿线穿行单位遭受反对，清华东路西口至西苑站推延为远期规划线路。2011年8月，其中问题较少的清华东路西口站至北沙滩站2.5千米的规划获得批复，这一段并入一期西段工程同步建设 。
在所有线路中，孙河站至后沙峪站4座为高架线路，其余在北京城区内和顺义城区内的16座车站线路均为地下线路。
2010年7月14日下午4时30分左右，顺义站工地发生渗水事故，造成2名工人死亡，8人受伤。直接经济损失146万元。这起事故中的8名相关责任人被移送司法机关处理。
2011年9月22日下午4时30分许，顺义区地铁15号线石门站工地，一根直径400毫米的地下水管被挖断，导致尚在施工中的石门站地下候车大厅遭到水淹。一部分设备被水泡坏。因及时疏散，无人受伤。
2022年1月11日，15号线二期被列为《北京市轨道交通第三期建设规划（2022-2027年）》的10个建设项目之一。
2022年7月8日，《北京市轨道交通第三期建设规划（2022-2027年）》环境影响评价第二次公示发布，15号线二期被列为其中的11个建设项目之一。15号线将由俸伯站延伸至南彩站，线路全长3.5公里，设站1座。
2024年11月20日，15号线二期公布中标候选人公示。
2025年1月26日，北京市基础设施投资有限公司在其官网公示了15号线东延线路一体化规划方案。15号线东延沿顺平辅线敷设，线路全长约2.9公里，全部为地下线，新建车站1座（南彩站）。
2025年3月24日，北京地铁15号线东延进行第一次环评公示，公示内容与线路一体化规划方案的内容一致。

### 运营阶段
2017年11月28日（周二）起，15号线平日早高峰列车最小运行间隔由4分11秒缩至3分49秒，采取大小交路套跑方式运行：大交路为俸伯站至清华东路西口站，小交路为后沙峪站至清华东路西口站，套跑比例为2:1。
2022年5月至6月间，15号线多座车站因受疫情波及而暂时封闭。其中，非换乘站列车不停车；换乘车站仅停止进出站，站内换乘功能保留。
| 车站         | 封闭时间        |
| ------------ | --------------- |
| 俸伯         | 5月10日-5月29日 |
| 顺义         | 5月10日-5月29日 |
| 石门         | 5月10日-5月29日 |
| 南法信       | 5月10日-5月29日 |
| 后沙峪       | 5月10日-5月29日 |
| 花梨坎       | 5月10日-5月29日 |
| 国展         | 5月10日-5月29日 |
| 大屯路东     | 5月4日-5月29日  |
| 六道口       | 5月23日-6月6日  |
| 清华东路西口 | 5月23日-6月6日  |

2020年起，15号线为配合超常超强运行机制一度开行了大站快车，根据运营要求，在早高峰俸伯方向，晚高峰清华东方向，部分列车在崔各庄，马泉营，孙河，国展，花梨坎通过不停车；部分列车在南法信，石门，顺义通过不停车，但现已经全部恢复为各站停车。
现时北京地铁15号线除全程列车外，另开行如下小交路：
俸伯⇋大屯路东：工作日早晚高峰开行，用于疏导顺义来往望京东商务区的庞大客流。这些车次在到达大屯路东后清客，随即驶入大屯路东站站后折返线并折返开行列车车次。在超常超强运行机制期间，该班次在高峰期视方向于南法信，石门，顺义通过不停车。
后沙峪⇋大屯路东：工作日早晚高峰开行，用于进一步疏导后沙峪-崔各庄沿线车站积压的客流。这些车次在到达后沙峪后驶入后沙峪站站后折返线并折返开行列车车次。
俸伯⇋马泉营，清华东路西口⇋马泉营，大屯路东⇋马泉营：出现在工作日早晚高峰即将结束时或者每日末班之前的回库车，这些车次在马泉营站驶入清客站台清客，随即返回马泉营车辆段。

## 车站
15号线目前有20座车站，高架站4座，地下站16座，换乘站5座；●为停车站，｜为通过站，慢车各站停车。
| 一期                         | 清华东路西口 | 0     | 0    | 13号线（A）        | 海淀区        | 2014年12月28日 | 地下侧式站台   | 右侧                                    | ●  | ●  |
| 一期                         | 六道口       | 1144  | 1144 | 昌平线             | 海淀区        | 2014年12月28日 | 地下岛式站台   | 左侧                                    | ●  | ●  |
| 一期                         | 北沙滩       | 2481  | 1337 | 19号线（北延）     | 海淀区 朝阳区 | 2014年12月28日 | 地下岛式站台   | 左侧                                    | ●  | ●  |
| 一期                         | 奥林匹克公园 | 4480  | 1999 | 8号线              | 朝阳区        | 2014年12月28日 | 地下岛式站台   | 左侧                                    | ●  | ●  |
| 一期                         | 安立路       | 5848  | 1368 | 不適用             | 朝阳区        | 2014年12月28日 | 地下岛式站台   | 左侧                                    | ●  | ●  |
| 一期                         | 大屯路东     | 6786  | 938  | 5号线              | 朝阳区        | 2015年12月26日 | 地下岛式站台   | 左侧                                    | ●  | ●  |
| 一期                         | 关庄         | 7873  | 1087 | 不適用             | 朝阳区        | 2014年12月28日 | 地下岛式站台   | 左侧                                    | ●  | ●  |
| 一期                         | 望京西       | 9944  | 2071 | 13号线（B） 17号线 | 朝阳区        | 2010年12月30日 | 地下岛式站台   | 左侧                                    | ●  | ●  |
| 一期                         | 望京         | 11702 | 1758 | 14号线             | 朝阳区        | 2010年12月30日 | 地下岛式站台   | 左侧                                    | ●  | ●  |
| 一期                         | 望京东       | 13354 | 1652 | 不適用             | 朝阳区        | 2016年12月31日 | 地下岛式站台   | 左侧                                    | ●  | ●  |
| 一期                         | 崔各庄       | 15649 | 2295 | 不適用             | 朝阳区        | 2010年12月30日 | 地下岛式站台   | 左侧                                    | ｜ | ●  |
| 一期                         | 马泉营       | 17657 | 2008 | 不適用             | 朝阳区        | 2010年12月30日 | 地下双岛式站台 | 左侧（过路车） 右侧（出入马泉营车辆段） | ｜ | ●  |
| 一期                         | 孙河         | 20966 | 3309 | 不適用             | 朝阳区        | 2010年12月30日 | 高架岛式站台   | 左侧                                    | ｜ | ●  |
| 一期                         | 国展         | 24352 | 3386 | 不適用             | 顺义区        | 2010年12月30日 | 高架岛式站台   | 左侧                                    | ｜ | ●  |
| 一期                         | 国展东       |       |      | 不適用             | 顺义区        | 規劃中         | 高架側式站台   | 右侧                                    |    |    |
| 一期                         | 花梨坎       | 25967 | 1615 | 不適用             | 顺义区        | 2010年12月30日 | 高架岛式站台   | 左侧                                    | ｜ | ●  |
| 一期                         | 后沙峪       | 29321 | 3354 | 不適用             | 顺义区        | 2010年12月30日 | 高架岛式站台   | 左侧                                    | ●  | ●  |
| 一期                         | 南法信       | 33897 | 4576 | 2011年12月31日     | 顺义区        | 半地下岛式站台 | ●              | 左侧                                    | ｜ |    |
| 一期                         | 石门         | 36609 | 2712 | 2011年12月31日     | 顺义区        | 顺义站         | 地下岛式站台   | 左侧                                    | ●  | ｜ |
| 一期                         | 顺义         | 37940 | 1331 | 2011年12月31日     | 顺义区        | 不適用         | 地下岛式站台   | 左侧                                    | ●  | ｜ |
| 一期                         | 俸伯         | 40381 | 2441 | 2011年12月31日     | 顺义区        | 不適用         | 地下岛式站台   | 左侧                                    | ●  | ●  |
| 二期                         | 南彩         |       |      | 中标待建           | 顺义区        | 不適用         | 地下           |                                         |    |    |
| 注释                         |              |       |      |                    |               |                |                |                                         |    |    |
| 1 斜体标示的换乘，尚未启用。 |              |       |      |                    |               |                |                |                                         |    |    |

## 技术

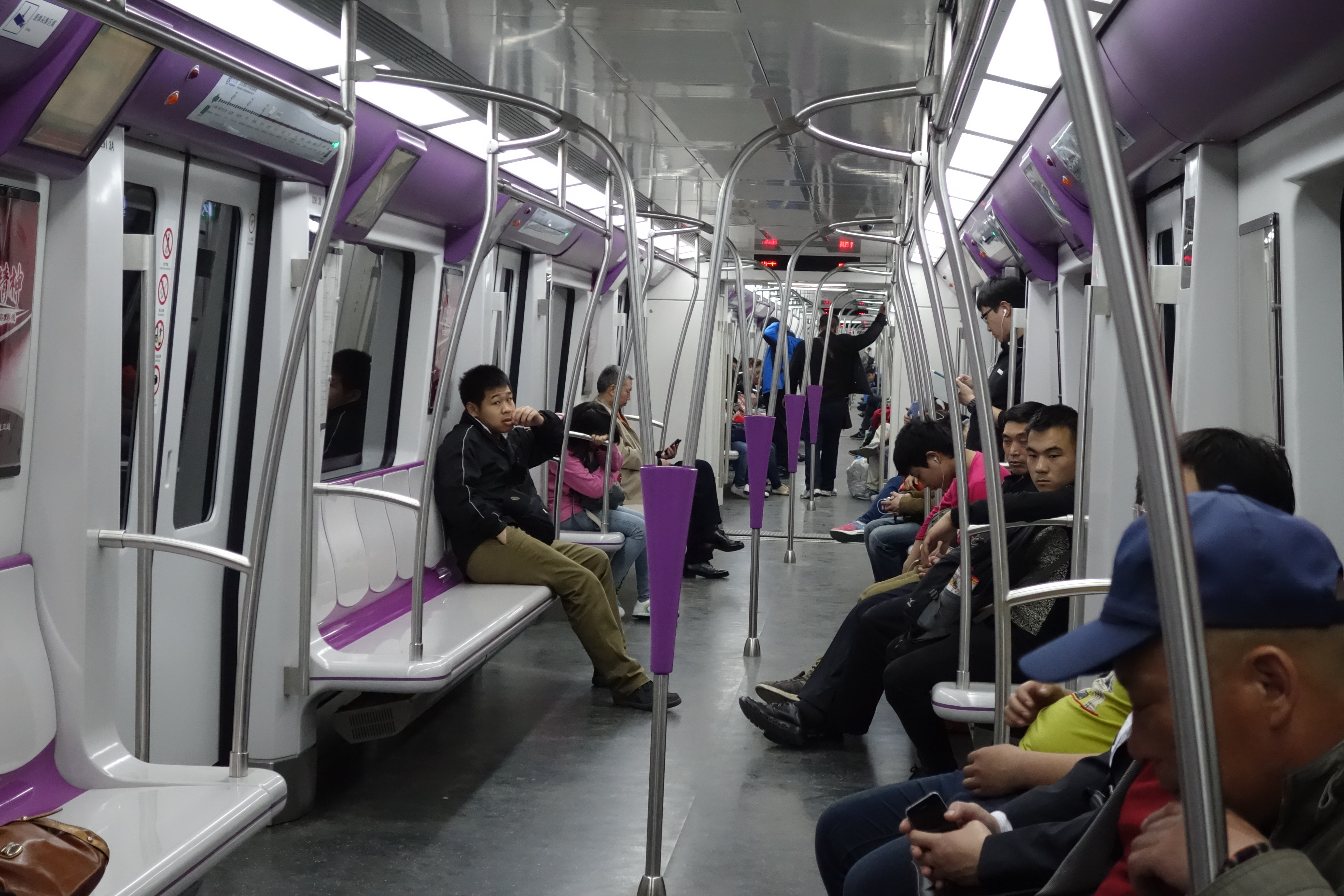
列车内部

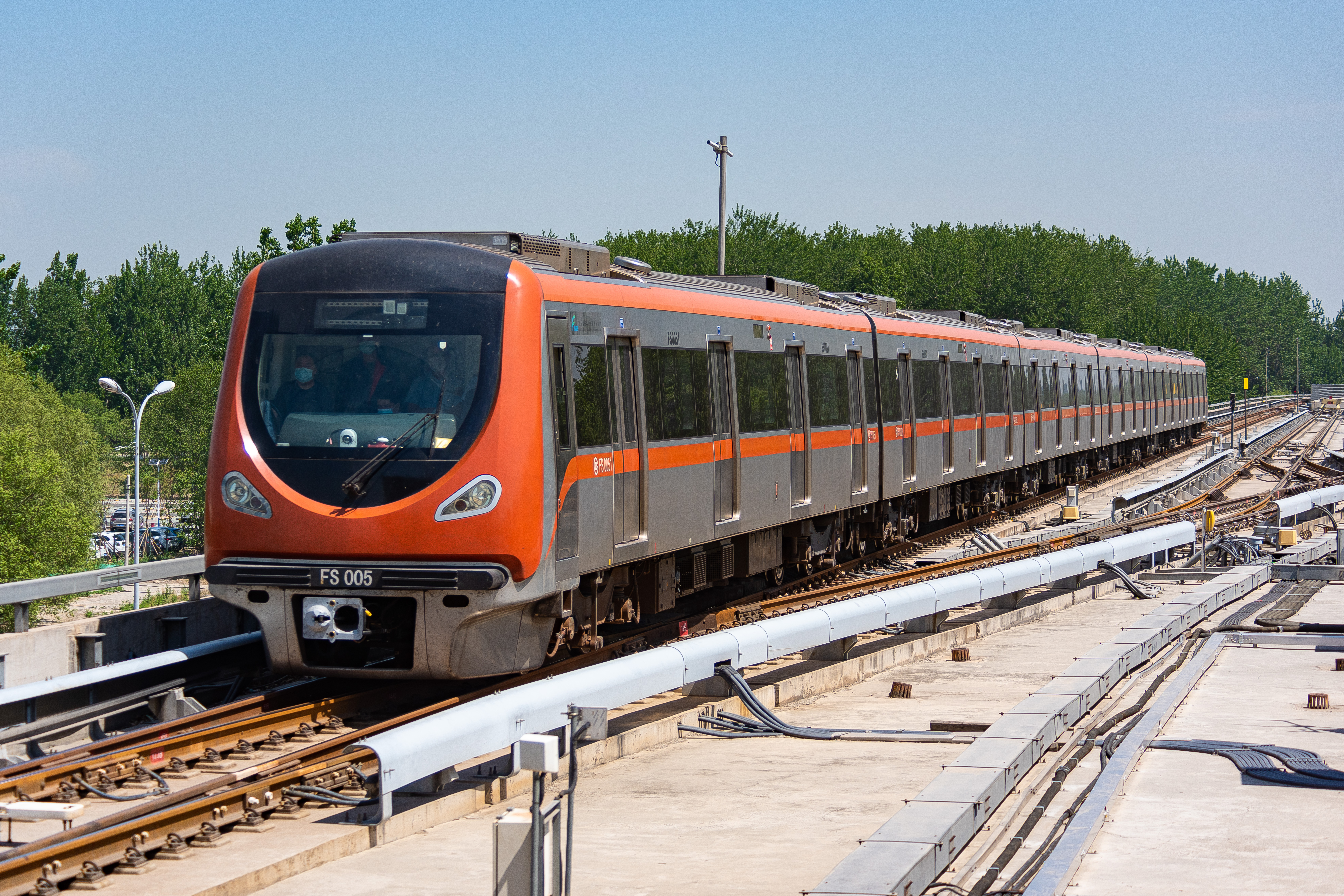
由房山线借调的BJD01型驶经后沙峪站（2021年5月）

15号线车辆采用長春軌道客車股份有限公司设计制造的电动列车，最高时速达到100千米每小时，北京城区到顺义新城的时间只有半小时。
2021年5月17日，房山线借调部分BJD01型列车至15号线，以非高峰时段临客的形式载客运营，由15号线乘务中心和房山线乘务中心共同值乘，相关车辆2022年9月调回房山线。
此外，15号线也是继北京地铁8号线后第二条採用封閉式安全門的北京地铁线路。相比北京地铁大多数线路采用的全高安全门，封閉式安全門可进一步减少站台冷气或暖气的散失，达到节能效果。